# Héctor Francino
Héctor René Francino Cáceres (* 9. Juli 1961 in Iquique) ist ein ehemaliger chilenischer Fußballspieler. Der Mittelfeldspieler gewann mit der B-Nationalmannschaft die Silbermedaille bei den Panamerikanischen Spielen 1987.

## Karriere

### Verein
Héctor Francino begann in den Jugendmannschaften des Vereins Universidad Católica, bei dem er 1979 in der Primera División sein Profidebüt gab. 1982 wechselte er zu Deportes Iquique, dem Klub seiner Heimatstadt, wo er vier Saisons spielte. Er ist derzeit mit 40 Toren der fünftbeste Torschütze in der Vereinsgeschichte. Anschließend spielte er von 1986 bis 1988 drei Saisons bei Unión Española. Danach wechselte er zu verschiedenen Klubs, wobei sein Engagement bei Deportes Concepción hervorzuheben ist, mit dem er an der Copa Libertadores 1991 teilnahm. 1996 beendete er seine Profikarriere bei Deportes Iquique.

### Nationalmannschaft
Im August 1987 war Francino im Kader der chilenischen B-Nationalmannschaft, die bei den Panamerikanischen Spielen in Indianapolis antrat. Dort gewann La Roja die Silbermedaille, nachdem sie im Halbfinale Argentinien mit 3:2 besiegt und im Finale gegen Brasilien mit 0:2 verloren hatte, und wurde somit Vizemeister des Turniers. Der Sieg gegen Argentinien der war erste Sieg einer chilenischen Männernationalmannschaft gegen den Nachbarstaat.

## Erfolge
Chile B
- Silbermedaille bei den Panamerikanischen Spielen: 1987